# Lisbon Falls (Maine)
Lisbon Falls – jednostka osadnicza w Stanach Zjednoczonych, w stanie Maine, w hrabstwie Androscoggin, położona nad rzeką Androscoggin.